# Stena Metall

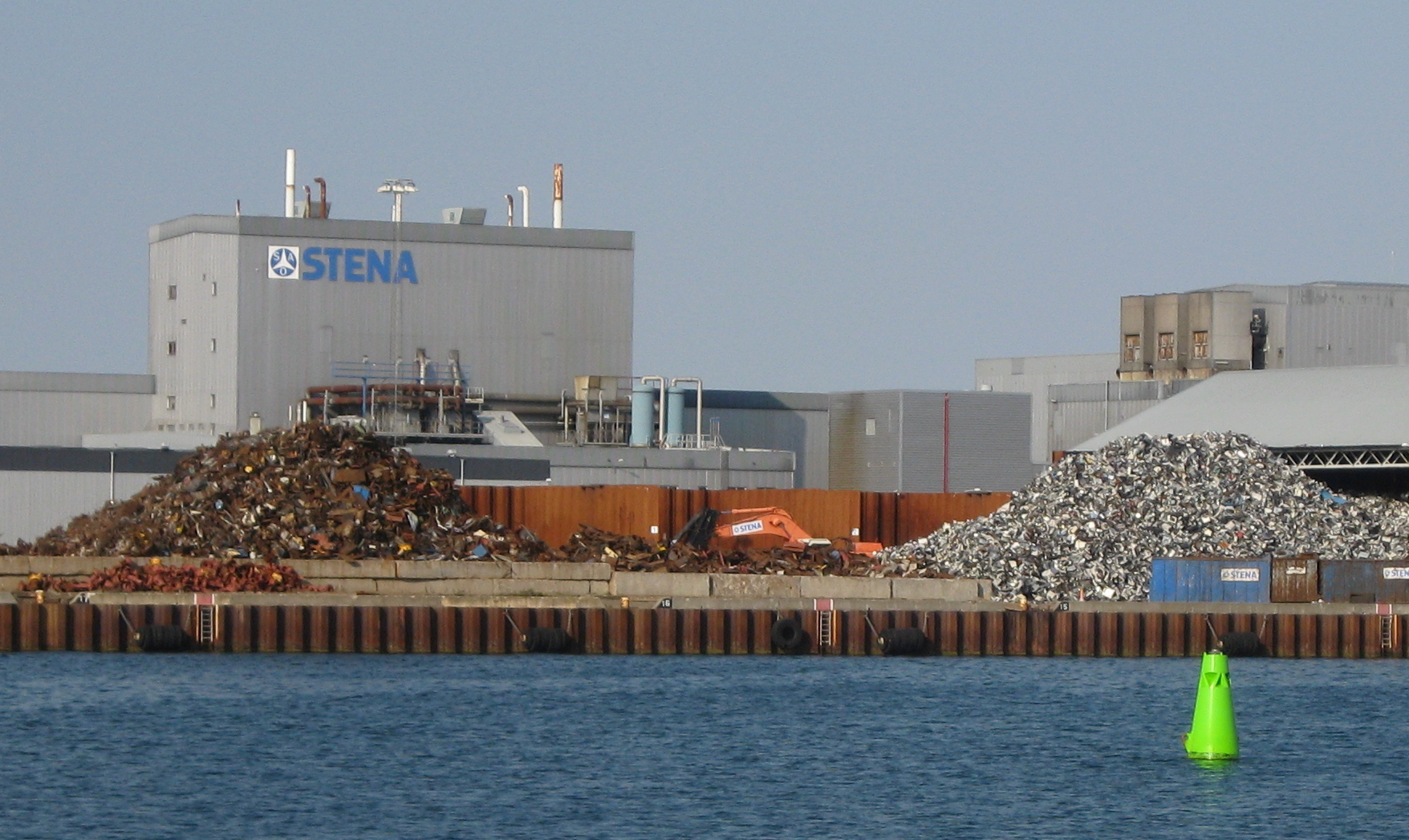
Stena Metall in Malmö.

Stena Metall AB ist ein schwedisches Recycling-Unternehmen, das hauptsächlich Metallschrott, einschließlich Aluminium, sammelt und einschmilzt. Das recycelte Material wird an verschiedene Unternehmen verkauft. Stena Metall AB ist in Schweden, Dänemark, Norwegen, Finnland, Polen, Italien, Deutschland, der Schweiz und den Vereinigten Staaten von Amerika tätig.

## Tochterfirmen
Die zur Stena-Sphäre gehörende Stena Metall hat unter anderem folgende Tochterfirmen:

### Stena Recycling Holding AB
Über Stena Recycling Holding AB und andere Tochterfirmen sammelt und verarbeitet das Unternehmen Metallschrott, Altkunststoff, Altpapier, Elektroschrott, Altbatterien, gefährliche Abfälle und Chemikalien an circa 173 Standorten in sieben Ländern.
2021 begann die Tochterfirma Stena Recycling AB mit dem Bau einer Brecheranlage für 10.000 Mg/a Lithium-Akkus in Halmstad / Schweden.
Im Jahr 2022 verkaufte die Tochterfirma Stena Reycling GmbH die Kühlschrank-Recyclingfirma Rekular in Lauingen an Quantum Capital Partners, um ihre deutschen Aktivitäten auf die Sammlung und Behandlung von Lithium-Akkus zu konzentrieren.
Auch im Jahr 2022 kaufte Stena die finnische Encore Environmental Services Oy.

### Stena Trade & Industry AB
Stena Trade & Industry AB ist Eigentümer der Stena Stål AB, Stena Aluminium AB, Stena Oil AB und weiterer Tochterfirmen, die sich auf nachhaltige Geschäftsmodelle fokussieren. Stena Stål verkauft Stahlprodukte in Zusammenarbeit mit Stahlherstellern. Das Unternehmen hat 15 Standorte in Schweden und einen in Norwegen. Geschäftsführer ist Stefan Svensson. Stena Aluminium AB hat seinen Sitz in Älmhult und produziert 300 verschiedene Aluminiumlegierungen für Gießereien in Nordeuropa. Geschäftsführer ist Johan Thunholm. Stena Oil AB verkauft Bunkeröl und entsorgt Ölschlämme aus der Nord- und Ostsee in Zusammenarbeit mit Stena Recycling. Geschäftsführer ist Jonas Persson.